# DeVante Swing
DeVante Swing (* 29. September 1969 in Hampton, Virginia; mit bürgerlichem Namen  Donald DeGrate Jr.) ist ein US-amerikanischer Musikproduzent, Songwriter und R&B-Sänger und Mitglied der Band Jodeci.

## Karriere
Mit 16 nahm DeGrate bereits Lieder mit K-Ci und JoJo auf, daraus entstanden insgesamt 29 Demotapes. Diese sendete das Trio an verschiedene Recordlabel und schon bald kam eine Antwort von Heavy D und dem 1. Vorsitzenden des Labels Uptown Records. Die Gruppe unter dem Namen „Jodeci“ bekam nun einen Vertrag.
DeGrate produzierte fast alle Tracks auf den drei Alben von Jodeci und gründete 1992 die Swing Mob, eine Gruppe tourender Musiker und Newcomer, die bei seinem Tochterunternehmen des Swing Mob Elektra Records unter Vertrag standen. Währenddessen nahm er an Produktionen für Tupac Shakur teil. Mit ihm wurden beispielsweise auch Missy Elliott, Ginuwine, Playa und Magoo berühmt. Besonders Missy Elliott, aber auch Tim „Timbaland“ Mosley profitierten von den Produktionskünsten, welche ihnen von DeGrate beigebracht wurden. Die neueste Single Greenlight produzierte er zusammen mit dem bekannten Producer Jermaine Dupri.

## Singles
- Gin & Juice (1996)
- Give it to me (2005)
- Greenlight (2006)

| Personendaten    | Personendaten                                               |
| ---------------- | ----------------------------------------------------------- |
| NAME             | DeVante Swing                                               |
| ALTERNATIVNAMEN  | DeGrate, Donald (wirklicher Name)                           |
| KURZBESCHREIBUNG | US-amerikanischer Musikproduzent, Songwriter und R&B-Sänger |
| GEBURTSDATUM     | 29. September 1969                                          |
| GEBURTSORT       | Hampton, Virginia                                           |